# Jan Gorajski
Jan Gorajski herbu Korczak – rotmistrz królewski, wyznawca kalwinizmu. Właściciel dóbr Klecia i Łaszczowa (od 1581 r.). Sprowadził do Łaszczowa braci polskich.
Syn Piotra Gorajskiego i Zofii Ligęzy. Żonaty z Anną z Bończy Osmólską. Ojciec znanego działacza kalwińskiego Adama Gorajskiego, a także Piotra i Jana.